# Phillip Martin (stamhoofd)

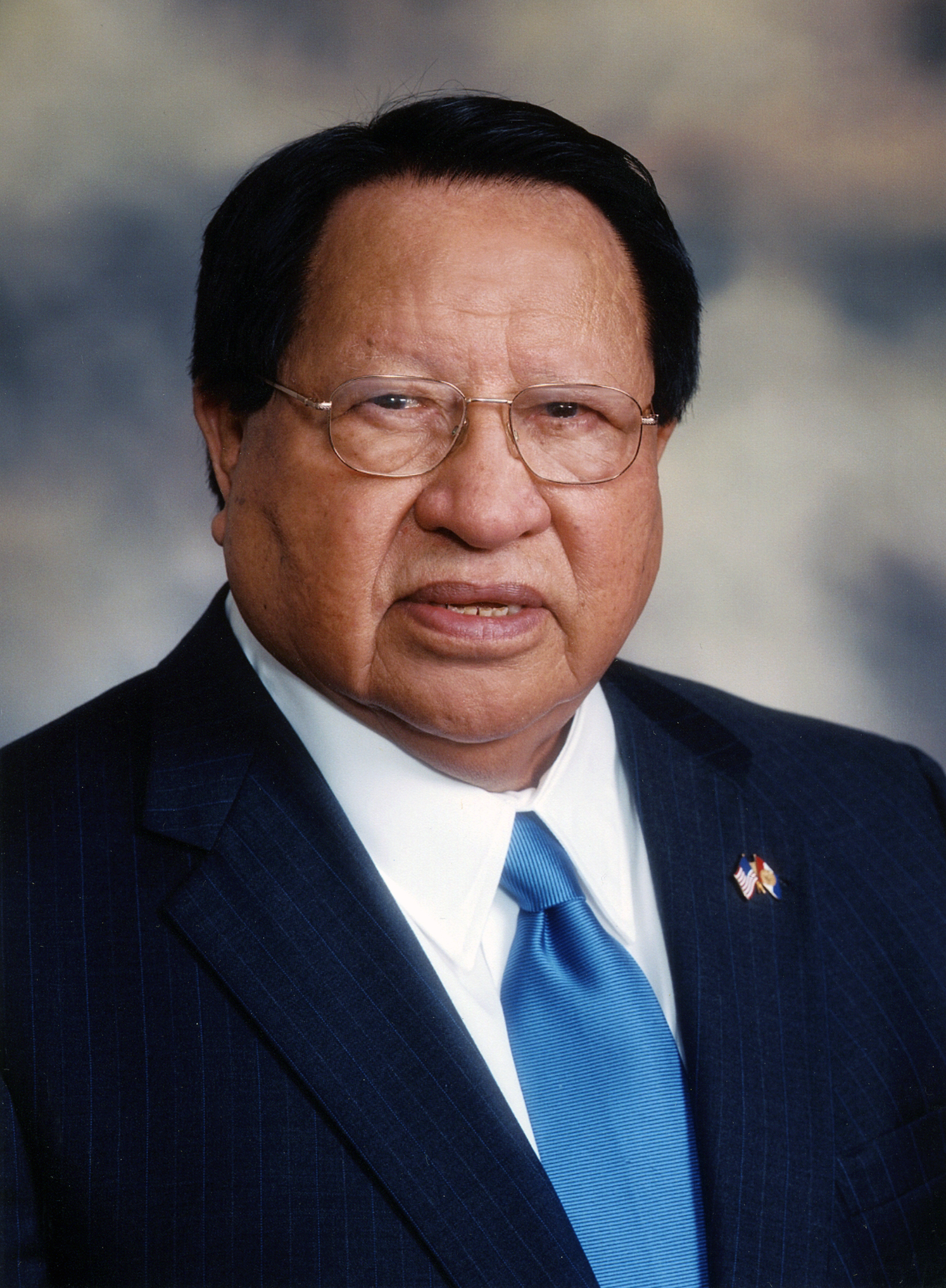
Philip Martin

Phillip Martin (Philadelphia (Mississippi), 13 maart 1926 - Jackson (Mississippi), 4 februari 2010) was het verkozen stamhoofd van de Mississippi-groep van de Choctaw-Indianen.
Deze groep is een federaal erkende Amerikaanse Indianenstam met 8.300 ingeschreven leden, die wonen in een reservaat van ongeveer 120 km² in Oostmidden-Mississippi. Bij zijn overlijden was hij bezig aan zijn zevende termijn van vier jaar als stamhoofd. Martin was ook voorzitter van de nationale vereniging van stamhoofden en voorzitter van de Verenigde Oostelijke en Zuidelijke stammen. Martin overleed in februari 2010 na een beroerte.